# 北條基時
北條基時（1286年—1333年7月4日，弘安9年－正慶2年/元弘3年5月22日）是日本鎌倉時代鎌倉幕府第十三代執權（1315年－1316年），出身於極樂寺流。曾祖父為極樂寺流始祖、第二代連署北條重時，祖父為第七代連署、普恩寺流始祖北條業時、第六代執權北條長時之四弟，父親為尾張守、普恩寺流北條時兼。

## 成為執權前
北條基時年少時擔當第十一任北方六波羅探題（1301年－1303年）。

## 執權時期
正和4年（1315年）繼北條熙時成為執權、翌年（1316年），北條基時將執權之位讓給得宗北條高時後出家。

## 後期
元弘3年（1333年）後醍醐天皇的倒幕計畫引發元弘之亂，新田義貞率軍攻撃鎌倉與幕府軍對戰，北條基時奮戰不敵而自殺（東勝寺合戰），享年48歲。新田義貞攻陷鎌倉，幕府滅亡。北條基時之子北條仲時為最後一任的北方六波羅探題（1330年－1333年）。